# 프리슬란트캄피나
프리슬란트캄피나(네덜란드어: FrieslandCampina)는 네덜란드의 식품 기업이다.